# Cussac, Haute-Vienne
Cussac este o comună în departamentul Haute-Vienne din centrul Franței. În 2009 avea o populație de 1.193 de locuitori.

## Evoluția populației
| An        | 1975  | 1982  | 1990  | 1999  | 2006  | 2009  |
| --------- | ----- | ----- | ----- | ----- | ----- | ----- |
| Populație | 1.253 | 1.252 | 1.206 | 1.123 | 1.179 | 1.193 |